# Зоран Пајић
Зоран Пајић (Пожаревац, 7. октобар 1981) српски је телевизијски, филмски и позоришни глумац и радијски водитељ.

## Биографија
Зоран Пајић је рођен 7. октобра 1981. године у Пожаревцу. Глуму је дипломирао на Академији уметности у Београду, у класи професора Предрага Ејдуса са представама „Виктор или деца на власти“ и „Аудиција“ у режији професора Владимира Јевтовића. На Плеј радију је до 2017. године водио јутарњи програм заједно са Уном Сенић. Најпознатији је по улози Николе Исидоровића у ТВ серији Истине и лажи.

## Филмографија
| Год.       | Назив                              | Улога                    |
| ---------- | ---------------------------------- | ------------------------ |
| 1990-е     |                                    |                          |
| 1998.      | Свирач                             |                          |
| 2000-е     |                                    |                          |
| 2004.      | Јелена                             | Млади Вук Деспотовић     |
| 2004.      | Карађорђе и позориште              | Кмет                     |
| 2006.      | Бела лађа                          | Затвореник               |
| 2008.      | Понос Раткајевих                   | Прави Немања Лазаревић   |
| 2009.      | Јесен стиже, дуњо моја             | организатор забаве       |
| 2009.      | Плава гробница                     | Милутин Бојић            |
| 2010-е     |                                    |                          |
| 2010.      | Тризнакиње                         |                          |
| 2009—2010. | У сосу                             | Лука                     |
| 2011.      | Кориолан                           | војник                   |
| 2012—2013. | Ружа вјетрова                      | Шимун Бартуловић         |
| 2013.      | Тајно                              | Инспектор                |
| 2014.      | Ургентни центар (српска ТВ серија) | Тарабић                  |
| 2016.      |                                    | Човек у фармеркама       |
| 2017.      |                                    | Радник обезбеђења        |
| 2017—2019. | Истине и лажи                      | Никола Исидоровић        |
| 2020-е     |                                    |                          |
| 2020.      | Југословенка                       | капетан Марко Стојановић |
| 2021–2022. | Коло среће                         | вероучитељ Огњен         |
| 2025.      | Дадиља са села                     | Константин Максимовић    |